# Charthāwal
Charthāwal är en ort i Indien.   Den ligger i distriktet Muzaffarnagar och delstaten Uttar Pradesh, i den norra delen av landet, 110 km norr om huvudstaden New Delhi. Charthāwal ligger 256 meter över havet och antalet invånare är 19 942.
Terrängen runt Charthāwal är mycket platt. Runt Charthāwal är det mycket tätbefolkat, med 1 177 invånare per kvadratkilometer. Närmaste större samhälle är Muzaffarnagar, 13,5 km sydost om Charthāwal. Trakten runt Charthāwal består till största delen av jordbruksmark.